# Psapharochrus lengii
Psapharochrus lengii är en skalbaggsart som först beskrevs av Henry Frederick Wickham 1914.  Psapharochrus lengii ingår i släktet Psapharochrus och familjen långhorningar. Inga underarter finns listade i Catalogue of Life.